# Vernon Taylor
Vernon Taylor (* 9. November 1937 in Sandy Spring, Maryland) ist ein US-amerikanischer Rockabilly-Sänger.

## Leben

### Kindheit und Jugend
Vernon Taylor wurde als das jüngste Kind einer Farmerfamilie geboren. Schon früh wurde er von Musik beeinflusst, in der Familie sowie von Schallplatten. In seinen Jugendjahren waren vor allem Country-Stars wie Roy Acuff, Ernest Tubb und Hank Williams sowie die „Singing Cowboys“ Gene Autry und Roy Rogers seine Idole. Anfang der 1950er Jahre waren der Hillbilly Boogie sowie der frühe Rockabilly weitere Einflüsse für Taylor.

### Karriere
Mit zwei Freunden gründete er dann The Nighthawks. Mit dieser Band trat er auf lokalen Veranstaltungen und im Radio auf. Nachdem er schon regelmäßig mit Curley Smith zusammen gespielt hatte, trat er auch mit Jimmy Dean, einem bekannten Country-Sänger auf. Durch Auftritte in einer bekannten Samstagabend-Sendung erhielten Taylor und seine Band einen Plattenvertrag bei Dot Records. Dort veröffentlichte er 1957 mit I’ve Got The Blues auf der A-Seite und Losing Game auf der B-Seite seine erste Single, die jedoch kaum Beachtung fand.
Während er weiterhin regelmäßig auftrat, wechselte er zu Sun Records in Memphis, Tennessee. Dort veröffentlichte er noch zwei Platten, die ebenfalls erfolglos blieben. Nach seinen Misserfolgen als Musiker entschied er sich, seine Musikkarriere zu Gunsten einer bürgerlichen Arbeit aufzugeben. Lediglich an Wochenenden trat Taylor noch auf.
1989 trat er bei einem Charlie-Feathers-Konzert auf. Durch diesen Auftritt wurde er im Zuge des Rockabilly-Revivals bei der Rockabilly-Fangemeinde bekannt. 1995 brachte er beim deutschen Label Eagle Records seine erste CD heraus. Vernon Taylor tritt auch heute noch auf.

## Diskografie
| 1957                    | I’ve Got The Blues / Losing Game                                                                          | Dot Records                        |
| 1958                    | Why Must You Leave Me / Satisfaction Guaranteed                                                           | Dot Records                        |
| 1958                    | Today Is A Blue Day / Breeze                                                                              | Sun Records                        |
| 1959                    | Mystery Train / Sweet and Easy Love                                                                       | Sun Records                        |
| Unveröffentlichte Titel | |                                    |
|                         | - Your Lovin’ Man - Blue Day Tomorrow - This Kind of Love - Hey Little Girl - What Would I Do Without You | Sun Records (nicht veröffentlicht) |
|                         | - All They Wanna Do Is Stroll - Dinah Lee - Why Must You Leave Me                                         | nicht veröffentlicht               |